# Лас-Трес-Вільяс
Лас-Трес-Вільяс (ісп. Las Tres Villas) — муніципалітет в Іспанії, у складі автономної спільноти Андалусія, у провінції Альмерія. Населення — 655 осіб (2010).
Муніципалітет розташований на відстані близько 380 км на південь від Мадрида, 38 км на північний захід від Альмерії.
На території муніципалітету розташовані такі населені пункти: (дані про населення за 2010 рік)
- Ель-Кортіхо-Реаль: 0 осіб
- Ескульяр: 221 особа
- Ла-Естасьйон: 5 осіб
- Ель-Аса-де-Р'єго: 6 осіб
- Сантільяна: 6 осіб
- Донья-Марія: 216 осіб
- Оканья: 201 особа

## Демографія
Динаміка населення (INE ):